# LNFA Serie C 2017

La LNFA Serie C 2017 è la 3ª edizione del campionato di football americano di terzo livello, organizzato dalla FEFA. È formata da una serie di tornei locali che si concludono con dei playoff nazionali.

## Stagione regolare

### XVI Liga Andaluza de Futbol Americano
| Pos. | Squadra              | PCT   | G | V | N | P | PF  | PS  |
| ---- | -------------------- | ----- | - | - | - | - | --- | --- |
| 1    | Fuengirola Potros    | 1.000 | 6 | 6 | 0 | 0 | 309 | 45  |
| 2    | Granada Lions        | .667  | 6 | 4 | 0 | 2 | 205 | 130 |
| 3    | Almería Barbarians   | .667  | 6 | 4 | 0 | 2 | 195 | 75  |
| 4    | Aljarafe Blue Devils | .500  | 6 | 3 | 0 | 3 | 156 | 110 |
| 5    | Sevilla Linces       | .167  | 6 | 1 | 0 | 5 | 26  | 290 |
| 6    | Córdoba Golden Bulls | .000  | 6 | 0 | 0 | 6 | 32  | 273 |

|  | Semifinali | Semifinali           | Semifinali |               |    | Finale            | Finale | Finale |  |
|  |            |                      |            |               |    |                   |        |        |  |
|  | 1          | Fuengirola Potros    | 74         |               |    |                   |        |        |  |
|  | 1          | Fuengirola Potros    | 74         |               |    |                   |        |        |  |
|  | 4          | Aljarafe Blue Devils | 0          |               |    |                   |        |        |  |
|  | 4          | Aljarafe Blue Devils | 0          |               | 1  | Fuengirola Potros | 52     |        |  |
|  |            |                      |            |               | 1  | Fuengirola Potros | 52     |        |  |
|  |            |                      | 2          | Granada Lions | 23 |                   |        |        |  |
|  | 3          | Almería Barbarians   | 2          | Granada Lions | 23 | 8                 |        |        |  |
|  | 3          | Almería Barbarians   |            |               |    |                   |        |        |  |
|  | 2          | Granada Lions        | 20         |               |    |                   |        |        |  |

#### Verdetti
- I  Fuengirola Potros vincono la Liga Andaluza ma decidono di non prendere parte ai playoff di serie C.
- I  Granada Lions partecipano ai playoff di serie C.

### XXIX LCFA Senior
| Pos. | Squadra                           | PCT   | G | V | N | P | PF  | PS  |
| ---- | --------------------------------- | ----- | - | - | - | - | --- | --- |
| 1    | Salt Falcons/ Vall d'Aro Senglars | 1.000 | 7 | 7 | 0 | 0 | 252 | 43  |
| 2    | Terrassa Reds                     | .857  | 7 | 6 | 0 | 1 | 251 | 60  |
| 3    | Argentona Bocs                    | .571  | 7 | 4 | 0 | 3 | 242 | 84  |
| 4    | Barcelona Uroloki                 | .571  | 7 | 4 | 0 | 3 | 137 | 76  |
| 5    | Torrelles Legends                 | .571  | 7 | 4 | 0 | 3 | 168 | 164 |
| 6    | Vilafranca Eagles                 | .286  | 7 | 2 | 0 | 5 | 64  | 262 |
| 7    | Barcelona Pagesos                 | .143  | 7 | 1 | 0 | 6 | 55  | 269 |
| 8    | Salou Almogàvers                  | .000  | 7 | 0 | 0 | 7 | 29  | 240 |

|  | Semifinali | Semifinali                        | Semifinali |                |    | Finale                            | Finale | Finale |  |
|  |            |                                   |            |                |    |                                   |        |        |  |
|  | 1          | Salt Falcons/ Vall d'Aro Senglars | 28         |                |    |                                   |        |        |  |
|  | 1          | Salt Falcons/ Vall d'Aro Senglars | 28         |                |    |                                   |        |        |  |
|  | 4          | Barcelona Uroloki                 | 6          |                |    |                                   |        |        |  |
|  | 4          | Barcelona Uroloki                 | 6          |                | 1  | Salt Falcons/ Vall d'Aro Senglars | 7      |        |  |
|  |            |                                   |            |                | 1  | Salt Falcons/ Vall d'Aro Senglars | 7      |        |  |
|  |            |                                   | 3          | Argentona Bocs | 22 |                                   |        |        |  |
|  | 3          | Argentona Bocs                    | 3          | Argentona Bocs | 22 | 9                                 |        |        |  |
|  | 3          | Argentona Bocs                    |            |                |    |                                   |        |        |  |
|  | 2          | Terrassa Reds                     | 3          |                |    |                                   |        |        |  |

#### Verdetti
- Gli  Argentona Bocs vincono la Lliga Catalana.
- Nessuna squadra partecipa ai playoff di serie C.

### Liga Madrilena de Futbol Americano 2017
| Pos. | Squadra               | PCT   | G | V | N | P | PF  | PS  |
| ---- | --------------------- | ----- | - | - | - | - | --- | --- |
| 1    | Camioneros de Coslada | 1.000 | 7 | 7 | 0 | 0 | 283 | 34  |
| 2    | Madrid Capitals       | .857  | 7 | 6 | 0 | 1 | 215 | 152 |
| 3    | Toros de Madrid       | .571  | 7 | 4 | 0 | 3 | 177 | 115 |
| 4    | Majadahonda Wildcats  | .429  | 7 | 3 | 0 | 4 | 216 | 150 |
| 5    | Alcorcón Smilodons    | .429  | 7 | 3 | 0 | 4 | 124 | 161 |
| 6    | Tres Cantos Jabatos   | .429  | 7 | 3 | 0 | 4 | 141 | 209 |
| 7    | Osos de Rivas         | .286  | 7 | 2 | 0 | 5 | 134 | 286 |
| 8    | Guadalajara Stings    | .000  | 7 | 0 | 0 | 7 | 17  | 300 |

#### Verdetti
- I  Camioneros de Coslada vincono la Liga Madrilena e partecipano ai playoff di serie C.
- I  Toros de Madrid partecipano ai playoff di serie C.

### Liga Norte Senior 2016-2017
| Pos. | Squadra             | PCT   | G | V | N | P | PF  | PS  |
| ---- | ------------------- | ----- | - | - | - | - | --- | --- |
| 1    | Zaragoza Hurricanes | 1.000 | 4 | 4 | 0 | 0 | 133 | 17  |
| 2    | Cantabria Bisons    | .500  | 4 | 2 | 0 | 2 | 69  | 70  |
| 3    | Zaragoza Hornets    | .000  | 4 | 0 | 0 | 4 | 6   | 121 |

#### Verdetti
- Gli  Zaragoza Hurricanes vincono la Liga Norte ma decidono di non prendere parte ai playoff di serie C.
- I  Cantabria Bisons partecipano ai playoff di serie C.

### Liga Nacional Serie C 2017

#### Calendario
| Almazora 5 febbraio 2017, ore 12:00 | Almassora Eagle Rays | 0 – 60 | Alicante Sharks | Campo de futbol Boqueras |

| Cartagena 5 marzo 2017, ore 16:30 | Cartagena Pretorianos | 12 – 37 | Alicante Sharks | Ciudad Deportiva Gomez Meseguer |

| Zuera 12 marzo 2017, ore 12:00 | Zaragoza Dark Knights | 0 – 35 | Alicante Sharks | Piscina Municipal de Ontinar de Salz |

| Alicante 18 marzo 2017, ore 18:00 | Alicante Sharks | 27 – 0 | Oviedo Madbulls | Campo Municipal Antonio Solana |

| Alicante 25 marzo 2017, ore 11:00 | Alicante Sharks | 28 – 0 | Cartagena Pretorianos | Campo Municipal Antonio Solana |

| Alicante 1º aprile 2017, ore 19:30 | Alicante Sharks | 55 – 0 | Almassora Eagle Rays | Campo Municipal Antonio Solana |

N.B.: Sono noti solo gli incontri degli Alicante Sharks.

## Playoff

### Tabellone
|  | Wild Card | Wild Card        | Wild Card |  |  | Semifinali | Semifinali            | Semifinali |  |  | Finale | Finale                | Finale |
|  |           |                  |           |  |  |            |                       |            |  |  |        |                       |        |
|  |           |                  |           |  |  |            | Alicante Sharks       | 28         |  |  |        |                       |        |
|  |           | Toros de Madrid  | 28        |  |  |            | Toros de Madrid       | 13         |  |  |        |                       |        |
|  |           | Cantabria Bisons | 7         |  |  |            |                       |            |  |  |        | Alicante Sharks       | 0      |
|  |           |                  |           |  |  |            |                       |            |  |  |        | Camioneros de Coslada | 40     |
|  |           |                  |           |  |  |            | Camioneros de Coslada | 38         |  |  |        |                       |        |
|  |           |                  |           |  |  |            | Granada Lions         | 0          |  |  |        |                       |        |

### Wild Card
| 23 aprile 2017 | Toros de Madrid | 28 – 7 | Cantabria Bisons |  |

### Semifinali
| Alicante 7 maggio 2017 | Alicante Sharks | 28 – 13 | Toros de Madrid |  |

| Coslada 7 maggio 2017 | Camioneros de Coslada | 38 – 0 | Granada Lions |  |

### III Final de la LNFA Serie C
| 21 maggio 2017 | Camioneros de Coslada | 40 – 0 | Alicante Sharks |  |

## Verdetti
- Camioneros de Coslada Campioni della LNFA Serie C 2017 e Promossi in Serie B
- Alicante Sharks promossi in Serie B